# ゼーロ・スッリゴーネ
ゼーロ・スッリゴーネ（伊: Zelo Surrigone）は、イタリア共和国ロンバルディア州ミラノ県に存在した、人口約1,900人の基礎自治体（コムーネ）。
2019年2月8日にヴェルメッツォと合併してヴェルメッツォ・コン・ゼーロの一部となった。

## 地理

### 位置・広がり

#### 隣接コムーネ
コムーネとしてのゼーロ・スッリゴーネは、以下のコムーネと隣接していた。
- ヴェルメッツォ
- グード・ヴィスコンティ
- モリモンド